# Атлетико Букараманга
«Атле́тико Букарама́нга» (исп. Club Atlético Bucaramanga S. A.) — колумбийский футбольный клуб из города Букараманга, административного центра департамента Сантандер.

## История
Клуб основан 11 мая 1949 года группой людей во главе с Рафаэлем Чаберманом, колумбийским торговцем из Барранкильи еврейского происхождения. Домашние матчи клуб проводит на стадионе «Альфонсо Лопес».
Дважды, в 1995 и 2015 годах, «Атлетико Букараманга» выигрывал второй дивизион чемпионата Колумбии — Категорию Примеру B.
Наивысшим достижением «Атлетико Букараманги» в чемпионатах Колумбии является второе место в сезоне 1996/97.
Команда принимала участие в розыгрыше Кубка Либертадорес 1998.

## Титулы и достижения
- Вице-чемпион Колумбии (1): 1996/97
- Победитель Категории Примера B (2): 1995, 2015